# Steve McQueen
Terrence Stephen McQueen (Beech Grove, Indiana, 24 de marzo de 1930-Ciudad Juárez, Chihuahua, 7 de noviembre de 1980), conocido por su nombre artístico de Steve McQueen , fue un actor estadounidense apodado The King of Cool. Fue conocido por la popular serie de televisión Randall, el justiciero (Wanted: Dead or Alive), de 1958 a 1961, y películas como The Magnificent Seven (1960), The Great Escape (1963), The Sand Pebbles (1966), Bullitt (1968), Le Mans (1971), La huida (1972), Papillon (1973) y The Towering Inferno (1974). En 1969 se convirtió en la estrella de cine mejor pagada del mundo. Su hijo Chad McQueen y su nieto Steven R. McQueen también son actores.

## Biografía

### 1930-1946: Infancia y juventud
Terrence Stephen McQueen nació en el seno de una familia uniparental el 24 de marzo de 1930 en el St. Francis Hospital de Beech Grove, suburbio de Indianápolis. El padre de McQueen, William McQueen, era un piloto de pruebas para el gran circo volador, dejó a su madre, Julia Ann (o Julianne) Crawford, poco antes de que naciera y nunca llegó a conocerlo. Algunos biógrafos señalan que Julia Ann era alcohólica.: 72 : 7–8  Incapaz de hacer frente al cuidado de un niño pequeño, lo dejó con sus padres (Victor y Lillian) en Slater (Misuri), en 1933. A medida que la Gran Depresión empeoró, McQueen y sus abuelos se mudaron allí con el hermano de Lillian, Claude, y su familia en su granja en Slater. McQueen dijo más tarde que tenía buenos recuerdos de vivir en la granja y señaló que su tío abuelo Claude "era un muy buen hombre, muy fuerte, muy justo; aprendí mucho de él". Claude le regaló a McQueen un triciclo rojo cuando tenía cuatro años, un regalo que McQueen dijo más tarde que le condujo a su pasión por los coches de carreras. La madre de McQueen se casó cuando Steve tenía ocho años. Se lo llevó de la granja para vivir con ella y con su nuevo esposo en Indianápolis. Su tío abuelo Claude le hizo a McQueen un regalo especial a su partida. "El día que dejé la granja", recordó, "el tío Claude me dio un regalo personal de despedida: un reloj de bolsillo de oro con una inscripción dentro de la caja". La inscripción decía: "Para Steve, que ha sido un hijo para mí."
Disléxico y parcialmente sordo por una infección de oído que sufrió, McQueen no se adaptó a su nueva vida ni a la escuela. Su padrastro le pegaba hasta tal punto que, a los nueve años, Steve dejó su casa para vivir en la calle. Posteriormente rememoraba: "Cuando un niño no tiene ningún afecto cuando es pequeño, comienza a preguntarse si es lo suficientemente bueno. Mi madre no me amaba y yo no tenía un padre. Pensé: 'Bueno, no debo ser bueno. Muy bien." Pronto, se unió a una pandilla callejera y cometió delitos menores. Incapaz de controlarlo, su madre lo devolvió con sus abuelos y su tío de nuevo a Slater.
Cuando McQueen tenía doce años, Julia escribió a su tío Claude, pidiendo que su hijo volviera a Los Ángeles, donde vivía con su segundo marido. Según el propio relato de McQueen, él y su nuevo padrastro "chocaron inmediatamente". McQueen lo recuerda como "un excelente hijo de puta" que no era reacio a usar sus puños contra McQueen y su madre. Como la actitud del pequeño Steve era rebelde, fue enviado una última vez con Claude. McQueen fue sorprendido robando tapacubos por la policía y entregado a su padrastro, quien lo golpeó brutalmente. Arrojó al joven por un tramo de escaleras. McQueen miró a su padrastro y le dijo: "Si pones tus apestosas manos encima de mí otra vez, te juro que te mataré."
Después de este incidente, el padrastro convenció a su madre para que firmara una orden judicial declarando que McQueen era incorregible y enviarlo a un reformatorio en Chino Hills. Aquí, comenzó a madurar y no era muy popular entre sus compañeros. Pero, poco a poco, se convirtió gradualmente en un modelo a seguir y fue elegido miembro del Boys Council, un grupo que establecía las reglas que gobernaban la vida de los niños. Abandonó el reformatorio a los 16 años. Cuando se hizo famoso, regularmente iba a hablar con los niños del centro y tuvo una larga relación de colaboración con el centro.
McQueen volvió a vivir con su madre, que se trasladó a Greenwich Village en Nueva York. Allí conoció a dos marineros y decidió embarcarse en un mercante en dirección a la República Dominicana. Una vez allí, abandonó su puesto y se puso a trabajar en un burdel. Posteriormente, se fue a Texas y pasó de un trabajo a otro, como vender bolígrafos en una feria ambulante o trabajar como leñador en Canadá. Fue arrestado por vagabundo en el Sur Profundo y cumplió una condena de 30 días.

### 1947-1950: Servicio militar
En 1947, después de tener el permiso de su madre (aún no tenía 18 años), McQueen se alistó al cuerpo de Marines de los Estados Unidos. Fue llevado al campo de entrenamiento de Parris Island. Fue promocionado a soldado de primera y asignado a una unidad armada. Al principio tuvo problemas para adaptarse a la disciplina del servicio y fue degradado a soldado raso siete veces. Se ausentó sin autorización y no regresó después de que expirase un pase de fin de semana. Fue capturado por la patrulla costera mientras se quedaba con una novia (Barbara Ross) durante dos semanas. Tras resistirse al arresto, fue condenado a 41 días de prisión en la cárcel militar.
Después de estos primeros incidentes, McQueen decidió concentrar sus energías en la superación personal y se adaptó a la disciplina de los marines. Salvó las vidas de otros cinco marines durante un ejercicio en el Ártico, sacándolos de un tanque antes de que atravesara el hielo y se precipitara al mar. Fue asignado a la guardia de honor encargada de custodiar el yate presidencial de Harry S. Truman.
McQueen estuvo en servicio hasta 1950, cuando fue dado de baja con honores.: 106  Más tarde dijo que había disfrutado de su tiempo en la Marina. Recordó su período con la Marina como un momento formativo en su vida, diciendo: "La Marina hizo de mí un hombre. Aprendí a llevarme bien con los demás y tuve una plataforma desde la cual saltar."

### 1951-1955: Comienza a estudiar arte dramático y primeros pequeños papeles
Cinco años después, teniendo en cuenta que el gobierno prestaba ayuda económica a los militares para que se reincorporaran a la vida civil, decidió ser actor. McQueen comenzó a estudiar arte dramático en el Neighborhood Playhouse de Nueva York, en el HB Studio de Uta Hagen y el Actors Studio. Según las informaciones, realizó su primer diálogo en un escenario de teatro en una obra de 1952 producida por la estrella del teatro yiddish Molly Picon. El personaje de McQueen pronunció una breve línea: "Alts iz farloyrn." ("Todo está perdido.") Durante este tiempo, también estudió interpretación con Stella Adler, en cuya clase conoció a Gia Scala.
Enamorado durante mucho tiempo de los automóviles y las motocicletas, McQueen comenzó a ganar dinero compitiendo en carreras de motocicletas de fin de semana en Long Island City Raceway. Consiguió sus dos primeras motocicletas, una Harley-Davidson y una Triumph. Fue relativamente conocido en ese ámbito, ganando 100 dólares a la semana. Apareció como juez musical en un episodio de Jukebox Jury de ABC, que se emitió en la temporada 1953-1954.
Los primeros papeles de McQueen fueron pequeñas líneas en obras de teatro como Peg o' My Heart, The Member of the Wedding y Two Fingers of Pride. Hizo su debut en Broadway en 1955 con la obra Un sombrero lleno de lluvia protagonizado por Ben Gazzara.
A finales de 1955, McQueen dejó Nueva York para dirigirse a Los Ángeles. Se trasladó a una casa de Vestal Avenue en el área de Echo Park y empezó a entrar en proyectos de Hollywood.

### 1955-1959: Éxito en televisión y sus inicios en el cine

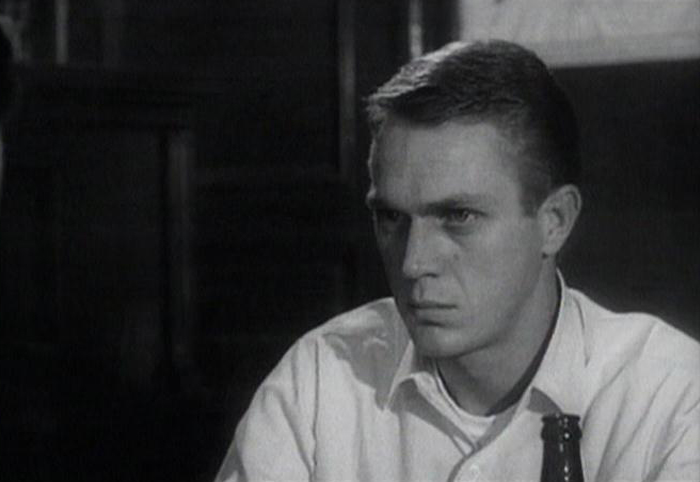
McQueen en Asalto al banco de St. Louis (1959)

Cuando McQueen apareció en la producción televisiva para la Westinghouse Studio One de The Defender, el representante de Hollywood Hilly Elkins se fijó en él. Elkins empezó a meterlo en repartos de películas de serie B. Su primer papel fue en Marcado por el odio (Somebody Up There Likes Me) (1956), dirigida por Robert Wise y protagonizada por Paul Newman. En 1958, hizo su primer papel protagonista en el clásico de ciencia ficción La masa devoradora (The Blob).
Durante los años siguientes, de 1958 a 1961, protagonizó la serie de televisión Randall, el justiciero, que lo hizo un actor muy popular en su país y los países donde se vio, lo lanzó a la fama y le valió el reconocimiento de la crítica. En entrevistas asociadas con el lanzamiento del DVD de la serie, Robert Culp de Trackdown se atribuyó el mérito de haber traído a McQueen a Hollywood y conseguirle el papel de Randall. Dijo que le enseñó a McQueen el arte de sacar la pistola en los duelos. Culp dijo que para el segundo día de rodaje, McQueen se le adelantó.
Como se señala en el especial del DVD de tres partes sobre el trasfondo de la serie, la imagen generalmente negativa del cazarrecompensas se sumó a la imagen del antihéroe infundida de misterio y desapego que hizo que este programa se destacara del típico western televisivo. Los 94 episodios que transcurrieron desde 1958 hasta principios de 1961 mantuvieron a McQueen con trabajo constante, y se convirtió en un habitual del renombrado Iverson Movie Ranch en Chatsworth (Los Ángeles), donde se desarrolló gran parte de la acción al aire libre de la serie.
A los 29 años, McQueen tuvo una gran oportunidad profesional cuando Frank Sinatra eliminó a Sammy Davis Jr. de la película Never So Few después de que Davis supuestamente hiciera algunos comentarios ligeramente negativos sobre Sinatra en una entrevista de radio. El papel de Davis fue para McQueen. Sinatra vio algo especial en McQueen y se aseguró de que el joven actor obtuviera muchos primeros planos en un papel que le valió a McQueen críticas favorables. El personaje de McQueen, Bill Ringa, nunca estuvo más cómodo que conduciendo a alta velocidad, en este caso en un Jeep, o manejando una navaja automática o una metralleta Thompson.

### 1960-1969: Salto a la fama cinematográfica

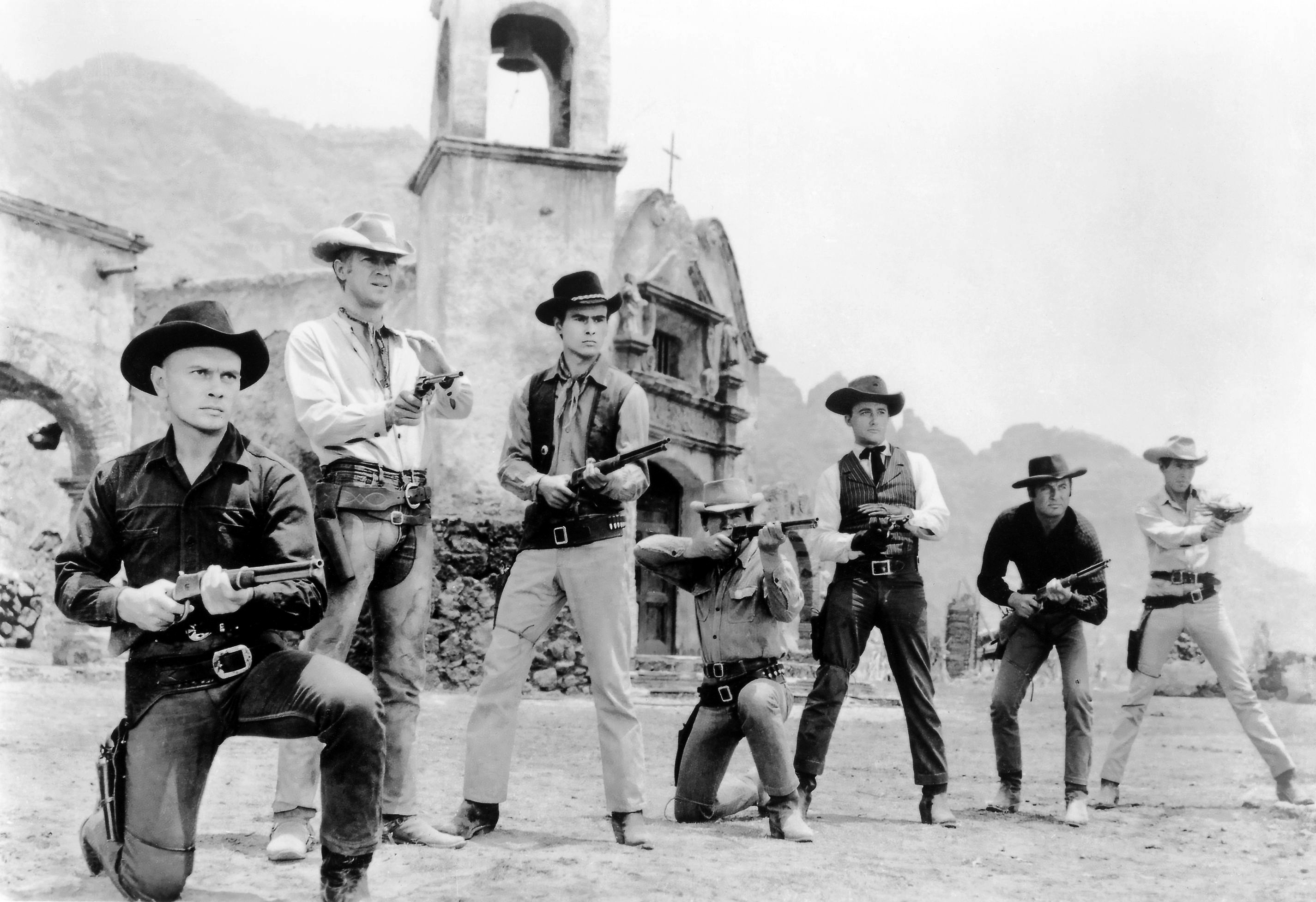
Yul Brynner, McQueen, Horst Buchholz, Charles Bronson, Robert Vaughn, Brad Dexter y James Coburn en Los siete magníficos, 1960

Al abandonar Randall, el justiciero, McQueen se centró en el cine. Después de Never So Few, el director John Sturges volvió a escoger a McQueen para su siguiente película, prometiéndole que "le daría la cámara". Los siete magníficos (The Magnificent Seven) (1960) es su primera gran película. Allí interpreta a Vin Tanner y le acompañan en el reparto Yul Brynner, Eli Wallach, Robert Vaughn, Charles Bronson, Horst Buchholz y James Coburn. La interpretación centrada de McQueen del taciturno segundo protagonista catapultó su carrera. Sus toques adicionales en muchas de las tomas (como girar una escopeta antes de cargarla, revisar repetidamente su arma mientras está en el fondo de una toma o limpiar el borde de su sombrero) molestaron a Brynner, que protestó porque McQueen estaba robando escenas. En su autobiografía, Eli Wallach confiesa que le costó ocultar su risa mientras veía el rodaje de la escena de la procesión fúnebre en la que los personajes de Brynner y McQueen se encuentran por primera vez. Brynner estaba furioso por el giro de la escopeta de McQueen, que efectivamente desvió la atención del espectador hacia él. Brynner se negó a sacar su arma en la misma escena con McQueen, sabiendo que su personaje probablemente sería superado.

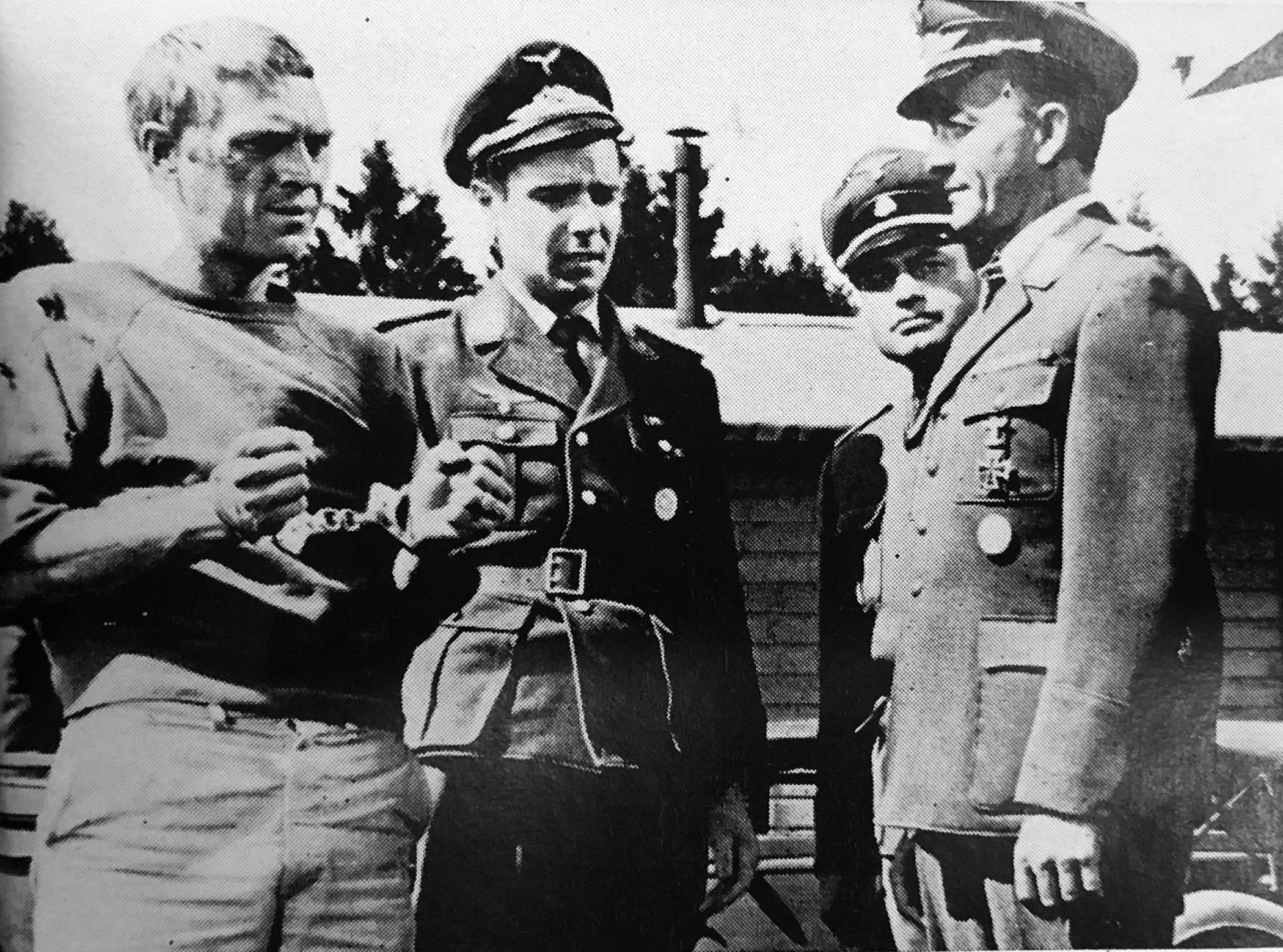
Fotografía de una escena de McQueen en La gran evasión (1963)

Pero la película que le convirtió en una estrella fue La gran evasión (The Great Escape) (1963). McQueen fue uno de los artífices, entre otros, de este gran éxito de John Sturges, una adaptación ficticia basada en un hecho real de una fuga masiva del campo de prisioneros alemán del Stalag Luft III de la Segunda Guerra Mundial. Una de los imágenes más icónicas fue la del salto en motocicleta en el tramo final de la película. Los problemas de seguro impidieron a McQueen realizar el notable salto en motocicleta de la película, que fue realizado por su amigo y compañero entusiasta del ciclismo Bud Ekins, que se parecía a McQueen desde la distancia. Cuando Johnny Carson le felicitó por el salto en The Tonight Show, McQueen dijo, "No fui yo. Ese era Bud Ekins." Esta película estableció la influencia de McQueen en taquilla y afianzó su estatus como superestrella.
También en 1963, McQueen protagonizó Amores con un extraño (Love with the Proper Stranger) con Natalie Wood, En 1965, consiguió otro éxito de taquilla con El rey del juego (Cincinnatti Kid) y, un año después, volvió a romper la taquilla con dos títulos más. El primero de ellos Nevada Smith, basada en la novela de Harold Robbins The Carpetbaggers, un western en el que le acompañan Karl Malden y Suzanne Pleshette en el reparto. Y el segundo con El Yang-tsé en llamas (The Sand Pebbles), acompañado por Candice Bergen y Richard Attenborough (con el que volvía a coincidir después de La Gran Evasión) y con el que conseguiría su única nominación a los Oscar.

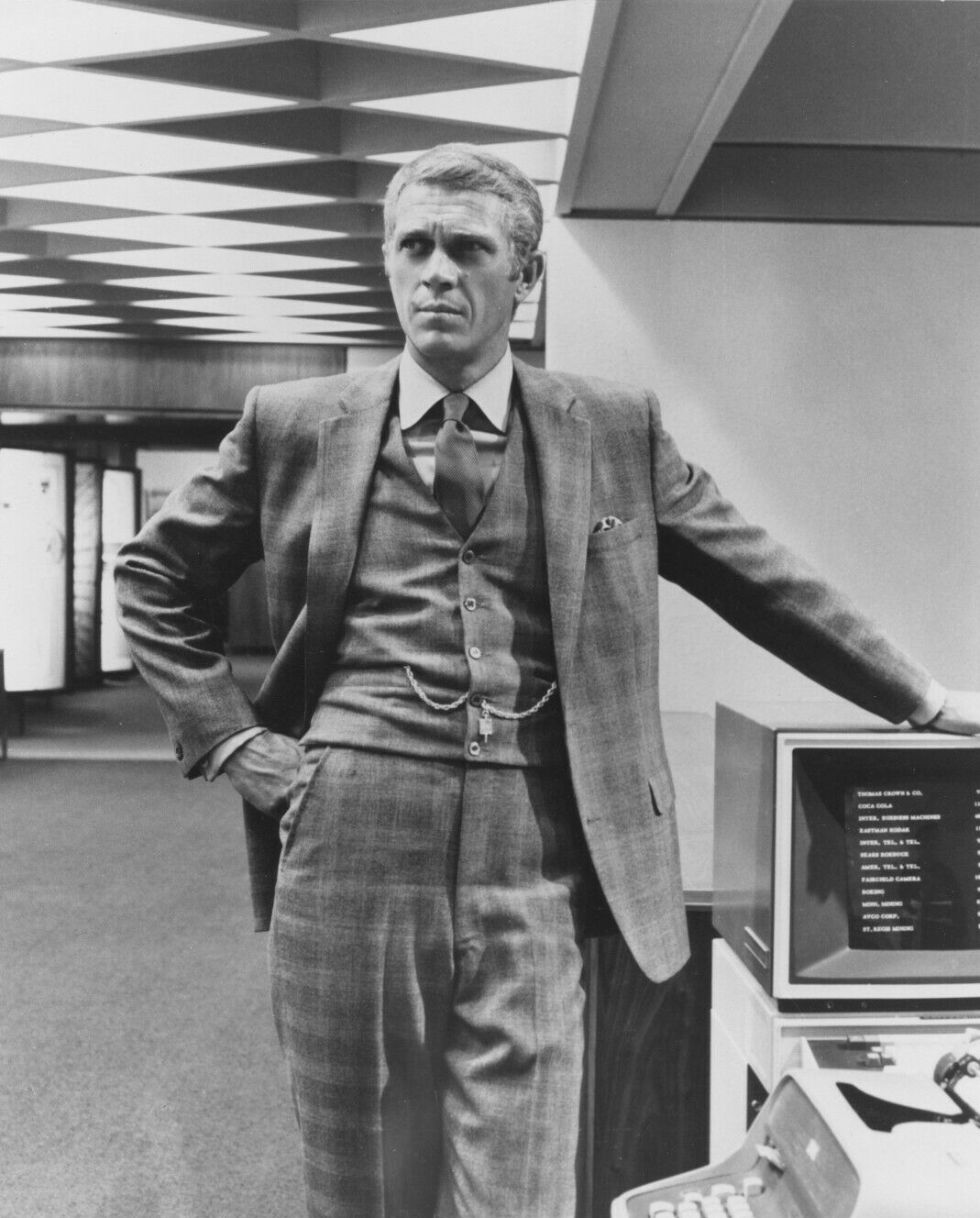
Fotograma de McQueen en El secreto de Thomas Crown en 1968.

Los éxitos en taquilla se fueron sucediendo en la filmografía de McQueen. En 1968, llegaría Bullitt – uno de sus papeles más conocidos y de más cariño para el actor– que comparte reparto con Jacqueline Bisset, Robert Vaughn y Don Gordon. Presentaba una persecución de coches sin precedentes (e infinitamente imitada) por San Francisco. Aunque McQueen conducía como aparece en los primeros planos, la suya era aproximadamente el 10% de lo que se ve en la persecución de coches de la película. El resto de la conducción del personaje de McQueen estuvo a cargo de los especialistas Bud Ekins y Loren Janes. McQueen, sus especialistas y Hickman pasaron varios días antes de que se rodara la escena practicando la conducción a alta velocidad y en espacios reducidos. En total, Bullitt se excedió tanto en el presupuesto que Warner Bros. canceló el contrato del resto de las películas que tenía apalabradas con el actor, siete en total.
Cuando Bullitt se convirtió en un gran éxito de taquilla, Warner Bros. intentó convencerlo para reanudar el contrato pero él se negó, y su siguiente película la hizo con un estudio independiente y la estrenó con United Artists. Para la película, McQueen optó por un cambio de imagen, interpretando un elegante papel como un ejecutivo rico en El secreto de Thomas Crown (The Thomas Crown Affair) con Faye Dunaway en 1968. Al año siguiente, realizó la película de época sureña Los rateros (The Reivers).

### 1970-1980: Acción, taquillazos y velocidad

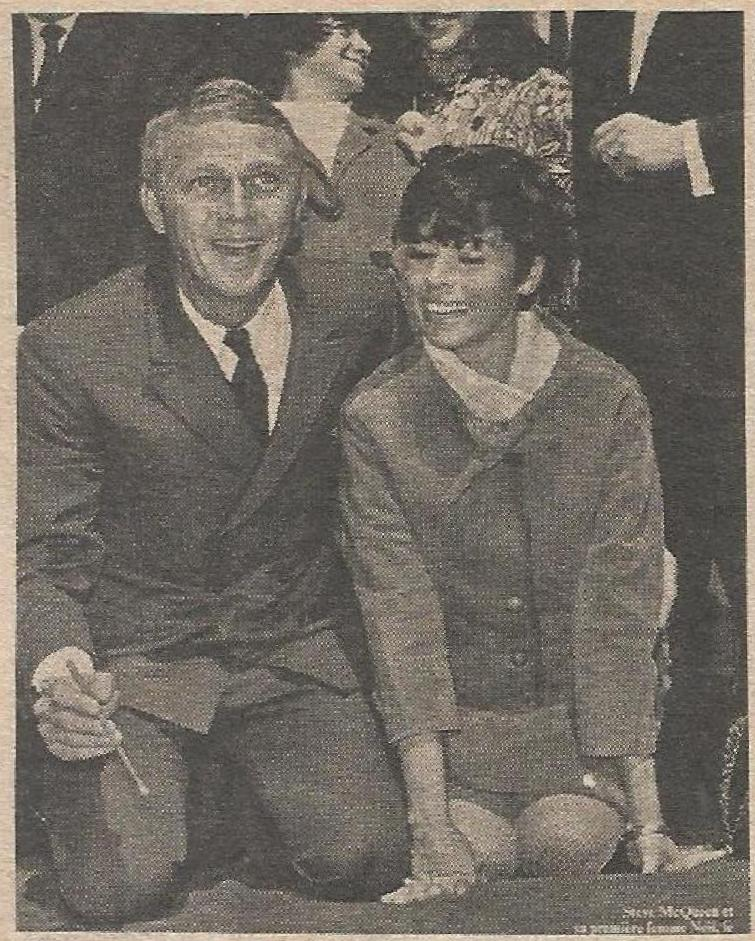
Steve McQueen y su esposa Neile Adams en un viaje promocional en Indonesia (1972)

A partir de entonces, McQueen fue combinando papeles de acción, como en la película de carreras de autos Le Mans de 1971, que recibió críticas ambivalentes, a la que le siguió su participación en la película de Sam Peckinpah Junior Bonner, una historia sobre un jinete de rodeo. Colaboró nuevamente con Sam Peckinpah en La huida (The Getaway), donde conocería a la que sería su siguiente esposa Ali MacGraw. En 1973, protagonizó Papillón, demostrando que además de estrella era un buen actor, acompañado por Dustin Hoffman. En ese momento, McQueen lideraba la lista de los actores mejores pagados de Hollywood.
Después rodó El coloso en llamas de John Guillermin, una de las mejores películas de catástrofes realizada en 1974, y en la que McQueen compartió el cartel con actores de la talla de Paul Newman y William Holden. Originalmente le pidieron que interpretara al arquitecto, que es el otro héroe de la historia, pero pidió interpretar al jefe de bomberos, pensando que el papel era "más llamativo". El papel del arquitecto recayó en Newman, una parte que tenía más líneas, de ahí que McQueen pidiera más diálogo para igualarlo. A McQueen le pagaron 1 000 000 de dólares más un porcentaje de los ingresos brutos e insistió en hacer sus propias acrobacias. La película fue un auténtico éxito, llegando a los 116 millones de dólares en todo el mundo. Se retiró por unos años del cine. 
Después de esto, McQueen desapareció de la escena pública para centrarse en las carreras de motos, viajando por todo el país en una casa rodante y en sus motocicletas. No volvió a actuar hasta 1978 con Un enemigo del pueblo, adaptación de la obra de Henrik Ibsen, interpretando a un médico barbudo y con gafas del siglo XIX. La película nunca se estrenó correctamente en cines, pero apareció ocasionalmente en PBS.
Las últimas dos películas de McQueen fueron Tom Horn, una aventura del oeste sobre un ex explorador del ejército convertido en pistolero profesional que trabaja para grandes ganaderos cazando ladrones y luego ahorcado por asesinato al matar a tiros a un pastor de ovejas, y Cazador a sueldo (The Hunter ), una película de un cazarrecompensas urbano.

## Amor por la velocidad

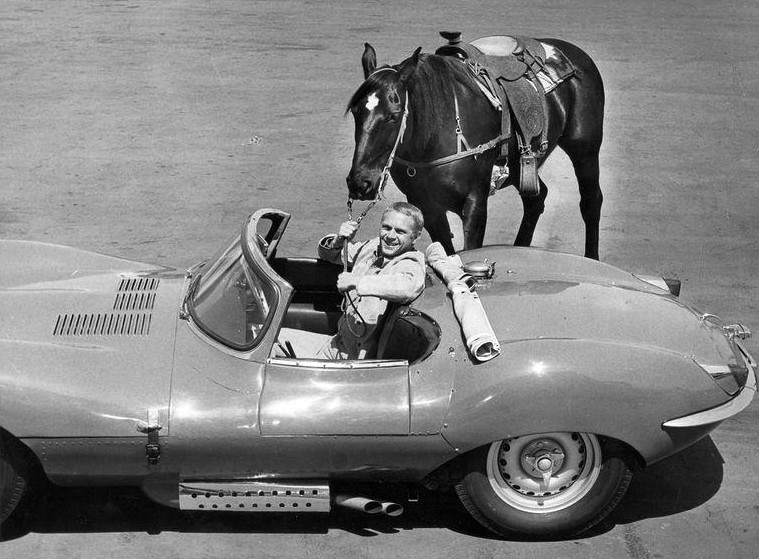
McQueen con sus medios de transporte favoritos – su caballo, Doc, y su Jaguar XKSS (1960)

McQueen fue un gran aficionado de la adrenalina, a las motocicletas y a los automóviles de carreras. Amaba las máquinas veloces y aprovechaba cada ocasión que se le presentaba para conducir él mismo los vehículos en las escenas de sus películas en las que había persecuciones de motocicletas o automóviles como Bullitt o The Great Escape. De hecho, aunque el famoso salto a la valla en The Great Escape lo hizo Bud Ekins por condiciones del seguro, McQueen pasó un tiempo considerable frente a la pantalla conduciendo su motocicleta Triumph TR6 Trophy de 650 cc. Era difícil encontrar pilotos tan habilidosos como McQueen. En un momento, usando la edición, se ve a McQueen con un uniforme alemán persiguiéndose con otra bicicleta. Alrededor de la mitad de la conducción en Bullitt fue realizada por Loren Janes.
McQueen y John Sturges planearon hacer Day of the Champion, una película sobre la Fórmula 1, pero McQueen estaba ocupado en el rodaje de The Sand Pebbles. Tenían un contrato con el circuito de Nürburgring pero John Frankenheimer rodó algunas escenas para Grand Prix meses antes y el proyecto McQueen-Sturges tuvo que ser cancelado. 
McQueen consideró la posibilidad de ser piloto profesional. Compitió en el Campeonato Británico de Turismos en 1961 a bordo de un BMC Mini en Brands Hatch, acabando tercero. En la 12 Horas de Sebring de 1970, Peter Revson y McQueen (conduciendo con una escayola en el pie izquierdo debido a un accidente de motocicleta dos semanas antes) ganaron con un Porsche 908/02 en la categoría de tres litros y perdieron la general por tan solo 21 segundos con la pareja Mario Andretti/Ignazio Giunti/Nino Vaccarella con su Ferrari 512 de cinco litros. Con ese mismo Porsche 908, su productora Solar Productions lo inscribió como coche cámara para el 24 Horas de Le Mans un año más tarde. McQueen quería conducir un Porsche 917 con Jackie Stewart en esa carrera, pero los patrocinadores de la película amenazaron con retirarle su apoyo si lo hacía. Ante la disyuntiva de conducir durante 24 horas en la carrera o conducir durante todo el verano haciendo la película, McQueen optó por esto último.

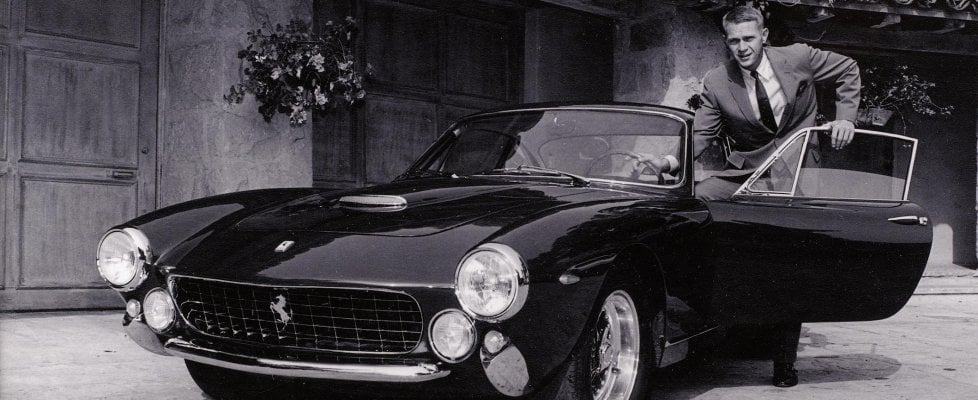
Steve McQueen con su Ferrari 250 GT Lusso de 1962

McQueen compitió en competiciones de off-road, con un BSA Hornet y utilizando el pseudónimo de Harvey Mushman. También se le ofreció ser equipo con una Triumph 2500 en el equipo British Leyland del rally Londres-México de 1970, pero tuvo que rechazar debido a compromisos cinematográficos. Su primera motocicleta todoterreno fue una Triumph de 500 cc, comprada en Ekins. McQueen corrió en muchas carreras todoterreno importantes en la costa oeste, incluida la Baja 1000, la Mint 400 y el Lake Elsinore, California. En 1964, McQueen y Ekins fueron parte de un primer equipo oficial de EE. UU. integrado por cuatro corredores (más uno de reserva) en la categoría Silver Vase del Seis Días Internacionales de Enduro, que ese año salió de Erfurt.
Según el hijo de McQueen, Chad, Steve tenía cerca de 100 motocicletas y 100 coches. A pesar de numerosos intentos, McQueen nunca pudo comprar el Ford Mustang 1969 que condujo en Bullitt, que presentaba una transmisión modificada que se adaptaba al estilo de conducción de McQueen. Uno de los dos Mustang utilizados en la película sufrió graves daños, se consideró irreparable y se creía desguazado hasta que apareció en México en 2017, mientras que el otro, que McQueen intentó comprar en 1977, está oculto al ojo público. En el 2018 North American International Auto Show se exhibió el GT 390, en su estado actual no restaurado, con el Ford Mustang 2019 "Bullitt".
McQueen también voló y poseía, entre otros aviones, un Stearman Boeing-Stearman Model 75 de 1945, un Piper J-3 Cub de 1946 y un biplano Pitcairn PA-8 Pitcairn Mailwing de 1931 de Correos de Estados Unidos, pilotado por el as de la aviación de la Primera Guerra Mundial Eddie Rickenbacker.

## Fallecimiento
McQueen desarrolló una tos persistente a principios de 1978. Dejó el tabaco y tomó antibióticos sin prescripción médica. Sus problemas respiratorios se hicieron más intensos el 22 de diciembre de 1979, después del rodaje de The Hunter, una biopsia reveló una mesotelioma pleural, un cáncer asociado a la exposición al amianto sin cura conocida.
Pocos meses después, McQueen concedió una entrevista médica en la que atribuyó su estado a la exposición al amianto. McQueen creía que el amianto utilizado en el aislamiento acústico de los escenarios de las películas y en los trajes de carreras y cascos de los pilotos de carreras podría haber sido el responsable pero pensó que era más probable que su enfermedad fuera el resultado directo de la exposición masiva mientras se eliminaba el revestimiento de amianto (aislamiento) de tuberías a bordo de un barco de tropas mientras servía en la Infantería de Marina.
En febrero de 1980, se encontró pruebas de metástasis generalizada. Intentó mantener esta situación en secreto, pero el 11 de marzo de 1980, el National Enquirer destapó que tenía "cáncer terminal". En julio de 1980, McQueen viajó a Rosarito, para un tratamiento poco convencional después de que los doctores de Estados Unidos le explicaron que no podían hacer nada para prolongar su vida. La controversia surgió durante el viaje porque McQueen buscó tratamiento de William Donald Kelley, que estaba promoviendo una variación de la terapia Gerson que utilizaba enemas de café, lavados frecuentes con champús, inyecciones diarias de líquido que contiene células vivas de ganado vacuno y ovino, masajes y laetrilo, un reputado medicamento contra el cáncer disponible en México pero que se sabe desde hace mucho tiempo que es tóxico e ineficaz en el tratamiento del cáncer. McQueen pagó el tratamiento de Kelley en efectivo, por lo que dice que cobró 40,000 dólares al mes durante los tres meses que duró el tratamiento. La única licencia médica de Kelley (hasta que fue revocada en 1976) había sido para la ortodoncia. Los métodos de Kelley causaron sensación en la prensa tradicional y sensacionalista cuando se supo que McQueen era un paciente.
McQueen volvió a los Estados Unidos a principios de octubre. A pesar de la metástasis que sufría, Kelley anunció públicamente que McQueen estaba completamente curado y que podía volver a la vida normal. De todas maneras, su estado físico empeoró a los pocos días y los tumores ya se habían desarrollado en su abdomen.
A finales de octubre de 1980, McQueen voló a Ciudad Juárez, Chihuahua, México, para que le extirparan un tumor abdominal en el hígado (que pesaba alrededor de 2 kilos), a pesar de las advertencias de sus médicos estadounidenses de que el tumor era inoperable y su corazón no podía soportar la cirugía.: 212–13  Con el nombre falso de "Samuel Sheppard", McQueen ingresó en una pequeña clínica de Ciudad Juárez donde los médicos y el personal desconocían su identidad real.
El 7 de noviembre de 1980, McQueen moría de un ataque al corazón a las 3:45 a. m. en el hospital de Ciudad Juárez, 12 horas después de una operación para intentar extirpar los numerosos tumores metastásicos que se encontraban en su cuello y abdomen. Tenía 50 años. Según El Paso Times, McQueen murió en su cama.
Leonard DeWitt de la Iglesia Misionera de Ventura ofició el funeral  y sus cenizas fueron lanzadas al océano Pacífico.

## Vida privada

### Relaciones sentimentales y amistades

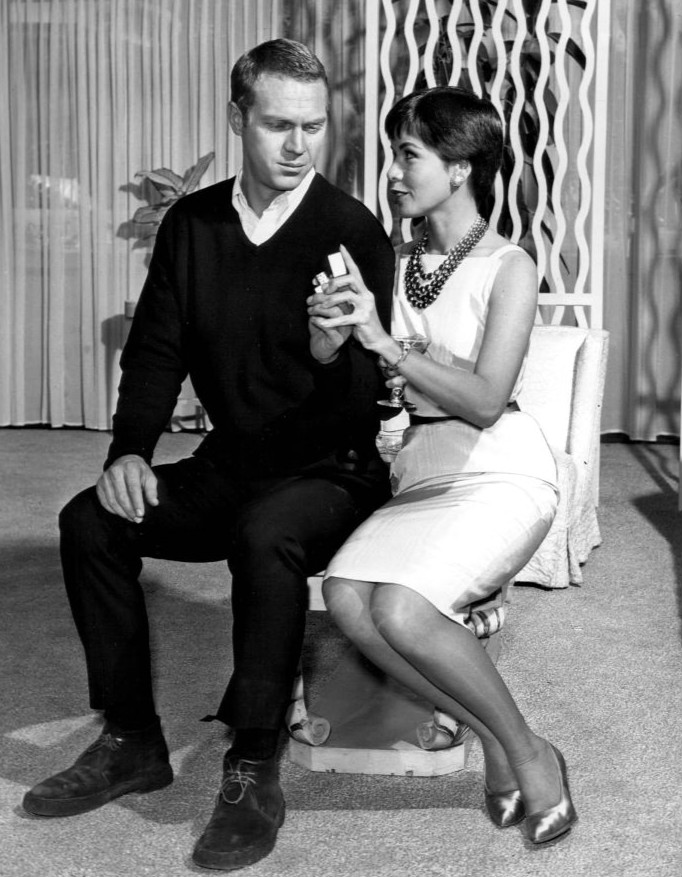
McQueen y Adams en 1960

Su vida sentimental fue inestable. Se casó en tres ocasiones. Primero estuvo casado entre 1956 y 1972 con la actriz y bailarina filipina Neile Adams, con la que tuvo una hija, Terry Leslie (5 de junio de 1959 – 19 de marzo de 1998), y su hijo Chad (28 de diciembre de 1960 – 11 de septiembre de 2024). McQueen y Adams se divorciaron el 14 de marzo de 1972. En su autobiografía, My Husband, My Friend, Adams declaró que se hizo un aborto en 1971 cuando su matrimonio estaba acabándose. Uno de los cuatro nietos de McQueen es el actor Steven R. McQueen.
Mamie Van Doren afirmó que tuvo una relación con McQueen con el que tomó alucinógenos en 1959. La actriz y modelo Lauren Hutton también afirmó haber tenido relaciones con McQueen en 1964. En 1971–1972, mientras estaba en plena separación con Adams, McQueen tuvo un escarceo amoroso con Barbara Leigh, su compañera de reparto en Junior Bonner, que se quedó embarazada y acabó abortando.
En Cheyenne (Wyoming) el 12 de julio de 1973, McQueen se casó con la actriz Ali MacGraw (compañera de reparto en La huida), pero su relación acabó en divorcio el 9 de agosto de 1978. MacGraw sufrió un aborto espontáneo durante su matrimonio. El amigo más cercano de McQueen en sus últimos años, el maestro de artes marciales Pat Johnson, afirmó que MacGraw era el único amor verdadero de la vida de McQueen: "Estuvo perdidamente enamorado de ella hasta el día de su muerte."
En 1973, McQueen fue uno de los portadores del féretro de Bruce Lee en su funeral, junto a James Coburn, el hermano de Bruce, Robert Lee, Peter Chin, Dan Inosanto y Taky Kimura.
Después de descubrir su mutuo interés por las carreras, McQueen fue íntimo amigo de su compañero de reparto en The Great Escape James Garner y vivieron uno al lado del otro. McQueen recordó en una entrevista:

Un día, Jim estaba organizando su casa. Flores podadas, sin papeles en el jardín, césped siempre cortado. Entonces, para enfadarlo, comenzaba a lanzar latas de cerveza vacías colina abajo hacia su camino de entrada. Tenía su coche impecable cuando salía de casa, luego llegaba a casa y encontraba todas esas latas vacías. Tardó mucho tiempo en darse cuenta de que era yo.

El 16 de enero de 1980, diez meses antes de su muerte, McQueen se casó con la modelo Barbara Minty. Barbara Minty, en su libro Steve McQueen: The Last Mile, asegura que McQueen se hizo cristiano evangélico en sus últimos meses de vida. Esto se debió en parte a las influencias de su instructor de vuelo, Sammy Mason, el hijo de Mason, Pete, y la propia Barbara.

### Estilo de vida

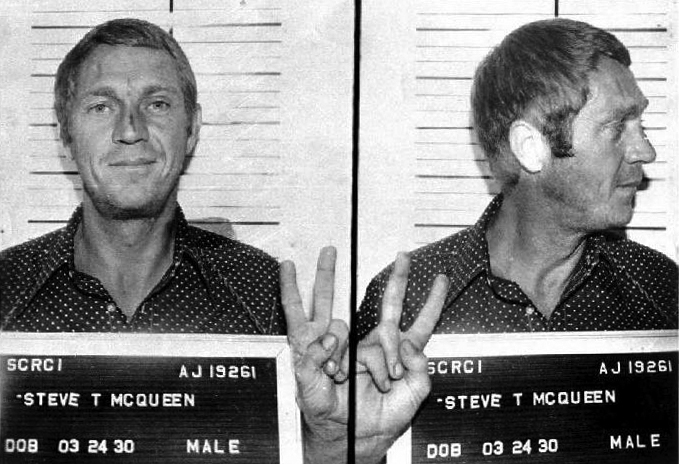
Foto de arresto de McQueen por conducir bajo los efectos del alcohol en Alaska (1972)

McQueen hacía dos horas de ejercicio siete días a la semana en el que incluía levantamiento de pesas y correr cinco kilómetros. McQueen aprendió el arte marcial del Tang Soo Do con el maestro cinturón negro Pat E. Johnson.
Según el fotógrafo William Claxton, McQueen fumaba marihuana casi cada día. El biógrafo Marc Eliot afirmó que McQueen consumía una gran cantidad de cocaína a principios de la década de los 70. También era un gran fumador de cigarrillos y a veces bebía en exceso. De hecho, fue arrestado por conducir en estado de ebriedad en Anchorage, Alaska, en 1972.

### Connexión con la familia Manson
Estuvo en la famosa lista negra de la secta del asesino Charles Manson y su familia. En cuanto se enteró de que su amiga Sharon Tate había sido asesinada y que él podía ser el siguiente, se compró una pistola que siempre llevaba.

## Filmografía
Cine
| Año  | Título en español                          | Título original               | Director                                        | Papel                             |
| ---- | ------------------------------------------ | ----------------------------- | ----------------------------------------------- | --------------------------------- |
| 1953 | Girl on the Run                            | Girl on the Run               | Arthur J. Beckhard y Joseph Lerner              | Hombre tocando la campana         |
| 1956 | Marcado por el odio                        | Somebody Up There Likes Me    | Robert Wise                                     | Fidel                             |
| 1958 | Nunca ames a un extraño                    | Never Love a Stranger         | Robert Stevens                                  | Martin Cabell                     |
| 1958 | La masa devoradora                         | The Blob                      | Irvin S. Yeaworth Jr. y Russell S. Doughten Jr. | Steve Andrews                     |
| 1959 | Asalto al banco de San Luis                | The St. Louis Bank Robbery    | Charles Guggenheim y John Stix                  | George Fowler                     |
| 1959 | Cuando hierve la sangre                    | Never So Few                  | John Sturges                                    | Bill Ringa                        |
| 1960 | Los siete magníficos                       | The Magnificent Seven         | John Sturges                                    | Vin Tanner                        |
| 1961 | Zafarrancho en el casino                   | The Honeymoon Machine         | Richard Thorpe                                  | Teniente Ferguson 'Fergie' Howard |
| 1962 | Comando                                    | Hell Is for Heroes            | Don Siegel                                      | John Reese                        |
| 1962 | El amante de la muerte                     | The War Lover                 | Philip Leacock                                  | Buzz Rickson                      |
| 1963 | Amores con un extraño                      | Love with the Proper Stranger | Robert Mulligan                                 | Rocky Papasano                    |
| 1963 | Compañeros de armas y puñetazos            | Soldier in the Rain           | Ralph Nelson                                    | Sargento Eustis Clay              |
| 1963 | La gran evasión                            | The Great Escape              | John Sturges                                    | Hilts                             |
| 1965 | El rey del juego                           | The Cincinnati Kid            | Norman Jewison y Sam Peckinpah                  | Cincinnati Kid                    |
| 1965 | La última tentativa                        | Baby the Rain Must Fall       | Robert Mulligan                                 | Henry Thomas                      |
| 1966 | El Yang-Tsé en llamas                      | The Sand Pebbles              | Robert Wise                                     | Jake Holman                       |
| 1966 | Nevada Smith                               | Nevada Smith                  | Henry Hathaway                                  | Max Sand                          |
| 1968 | El caso de Thomas Crown                    | The Thomas Crown Affair       | Norman Jewison                                  | Thomas Crown                      |
| 1968 | Bullitt                                    | Bullitt                       | Peter Yates                                     | Teniente Frank Bullitt            |
| 1969 | Los rateros                                | The Reivers                   | John Sturges                                    | Boon                              |
| 1971 | Le Mans                                    | Le Mans                       | Lee H. Katzin y John Sturges                    | Michael Delaney                   |
| 1972 | La huida                                   | The Getaway                   | Sam Peckinpah                                   | Doc McCoy                         |
| 1972 | El rey del rodeo                           | Junior Bonner                 | Sam Peckinpah                                   | Junior Bonner                     |
| 1973 | Papillon                                   | Papillon                      | Franklin J. Schaffner                           | Henri 'Papillon' Charriere        |
| 1974 | Infierno en la torre - El coloso en llamas | The Towering Inferno          | John Guillermin                                 | Jefe O'Hallorhan                  |
| 1978 | El enemigo del pueblo                      | An Enemy of the People        | George Schaefer                                 | Dr. Thomas Stockmann              |
| 1980 | Tom Horn                                   | Tom Horn                      | William Wiard                                   | Tom Horn                          |
| 1980 | Cazador a sueldo                           | The Hunter                    | Buzz Kulik                                      | Papa Thorson                      |

Televisión
| Año     | Título original               | Papel                         | Notas                                                   |
| ------- | ----------------------------- | ----------------------------- | ------------------------------------------------------- |
| 1952    | Family Affair                 | Freddie                       | Película de TV                                          |
| 1955    | Goodyear Television Playhouse |                               | Serie de TV - 1 episodio                                |
| 1955    | Armstrong Circle Theatre      | Bit Role                      | Serie de TV - 1 episodio                                |
| 1955    | Playwrights '56               |                               | Serie de TV - 1 episodio                                |
| 1956    | The United States Steel Hour  | Bushy                         | Serie de TV - 1 episodio                                |
| 1956    | Matinee Theater               |                               | Serie de TV - 1 episodio                                |
| 1956    | Playwrights '56               |                               | Serie de TV - 1 episodio                                |
| 1957    | Studio One                    | Joseph Gordon                 | Serie de TV - 2 episodios                               |
| 1957    | West Point                    | Rick                          | Serie de TV - 1 episodio                                |
| 1957    | The 20th Century-Fox Hour     | Kinsella                      | Serie de TV - 1 episodio                                |
| 1957    | The Big Story                 | Chuck Milton                  | Serie de TV - 1 episodio                                |
| 1958    | Climax!                       | Henry Reeves / Anthony Reeves | Serie de TV - 1 episodio                                |
| 1958    | Calibre 44                    | Bill Longley                  | Serie de TV - 1 episodio                                |
| 1958    | Trackdown                     | Wes & Mal Cody / Josh Randall | Serie de TV - 2 episodios                               |
| 1958-59 | Alfred Hitchcock presenta     | Bill Everett y Apostante      | Capítulos The Human Story Interest y Man from the South |
| 1958-61 | Randall, el justiciero        | Josh Randall                  | Serie de TV - 94 episodios                              |

## Premios y distinciones
Premios Óscar
| Año  | Categoría   | Película         | Resultado |
| ---- | ----------- | ---------------- | --------- |
| 1967 | Mejor Actor | The Sand Pebbles | Nominado  |